# Ryo Ishikawa
Ryo Ishikawa (石川 遼, ook Ishikawa Ryō) (Matsubushi, 17 september 1991) is een professioneel golfer uit Japan.

## Amateur
Op 6-jarige leeftijd nam Ryo's vader hem voor het eerst mee naar een drivingrange. Als 15-jarige amateur zat Ishikawa in 2007 nog op school toen hij zijn eerste overwinning behaalde op de Japan Golf Tour.

## Professional
Ishikawa werd in 2008 professional. Hij kwam dat jaar als jongste speler ooit in de top 100 van de wereldranglijst en werd uitgenodigd op enkele toernooien van de Amerikaanse PGA Tour.
In 2009 kwalificeerde hij zich voor het Brits Open door de Yomiuri Classic te winnen (de top 4 mogen meedoen). Na de Tokai Classic kwam Ishikawa in de top 50 van de wereldranglijst. Verder won hij bijna het Japan Open maar op de tweede hole van de play-off verloor hij van Ryuichi Oda. Ook werd hij tweede op de Dunlop Phoenix. Eind 2009 maakten de statistieken duidelijk waarom hij aan de Japanse top stond. Hij had de laagste gemiddelde score (69,93) en per ronde de minste putts (1,72) en de meeste birdies (4,42).
In 2010 is de 18-jarige Ishikawa de jongste speler op de WGC - Matchplay in Arizona, waar de beste 64 spelers van de wereld aan meedoen. In 2011 staat Ishikawa op nummer 45 van de wereldranglijst en mag hij meedoen aan de Masters, waar hij zich voor het weekend kwalificeert.

### Gewonnen

##### Japan Golf Tour
- 2007: Munsingwear Open KSB Cup (als amateur)
- 2008: Mynavi ABC Kampioenschap
- 2009: Gateway to the Open Mizuno Open Yomiuri Classic, Sun Chlorella Classic, Fujisankei Classic, Coca-Cola Tokai Classic
- 2010: The Crowns (-13), Fujisankei Classic (-9) na play-off tegen Shunsuke Sonoda, Mitsui Sumitomo VISA Taiheiyo Masters

##### Elders
- 2008: Kansai Open

### Teams
- The Royal Trophy (namens Azië): 2009 (winnaars), 2010
- Presidents Cup (International team): 2009